# Paragomphus
Paragomphus är ett släkte av trollsländor. Paragomphus ingår i familjen flodtrollsländor.

## Bildgalleri

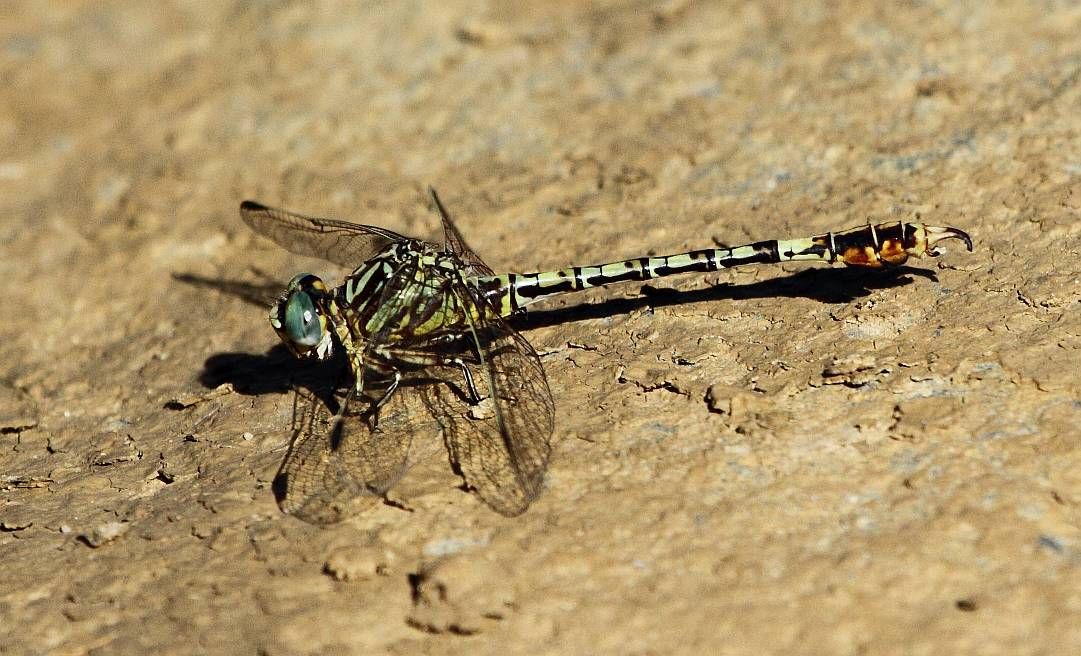
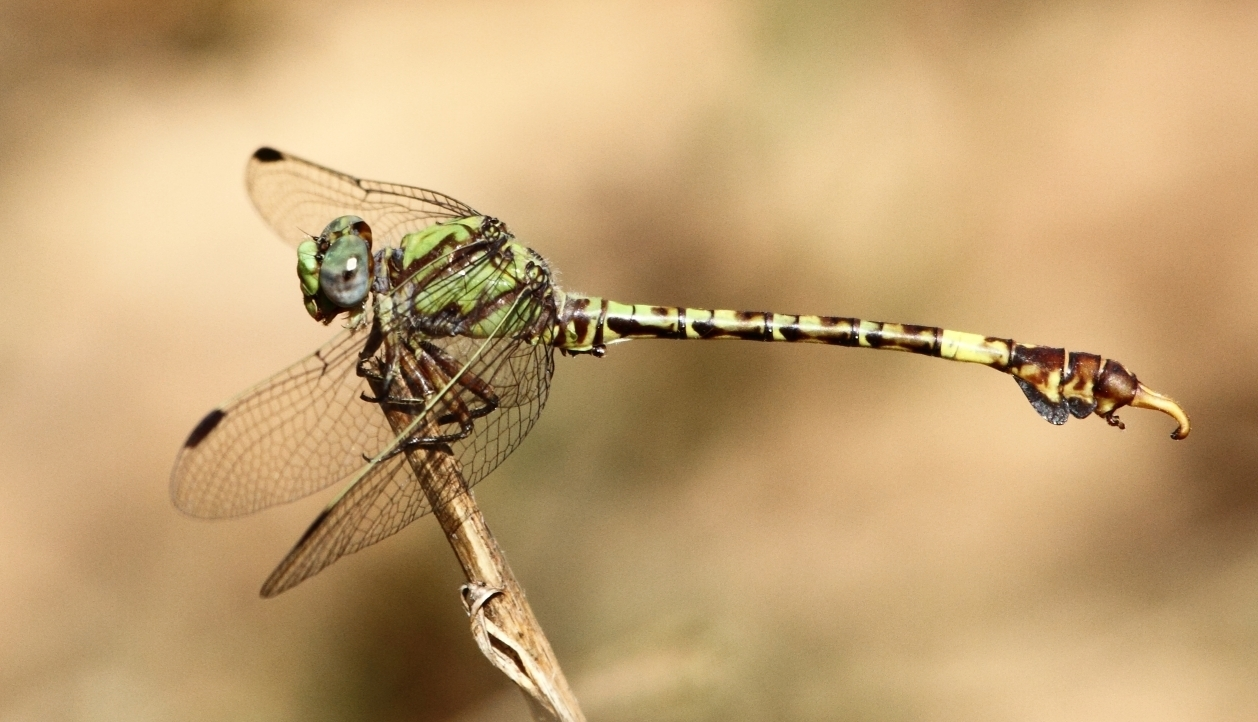
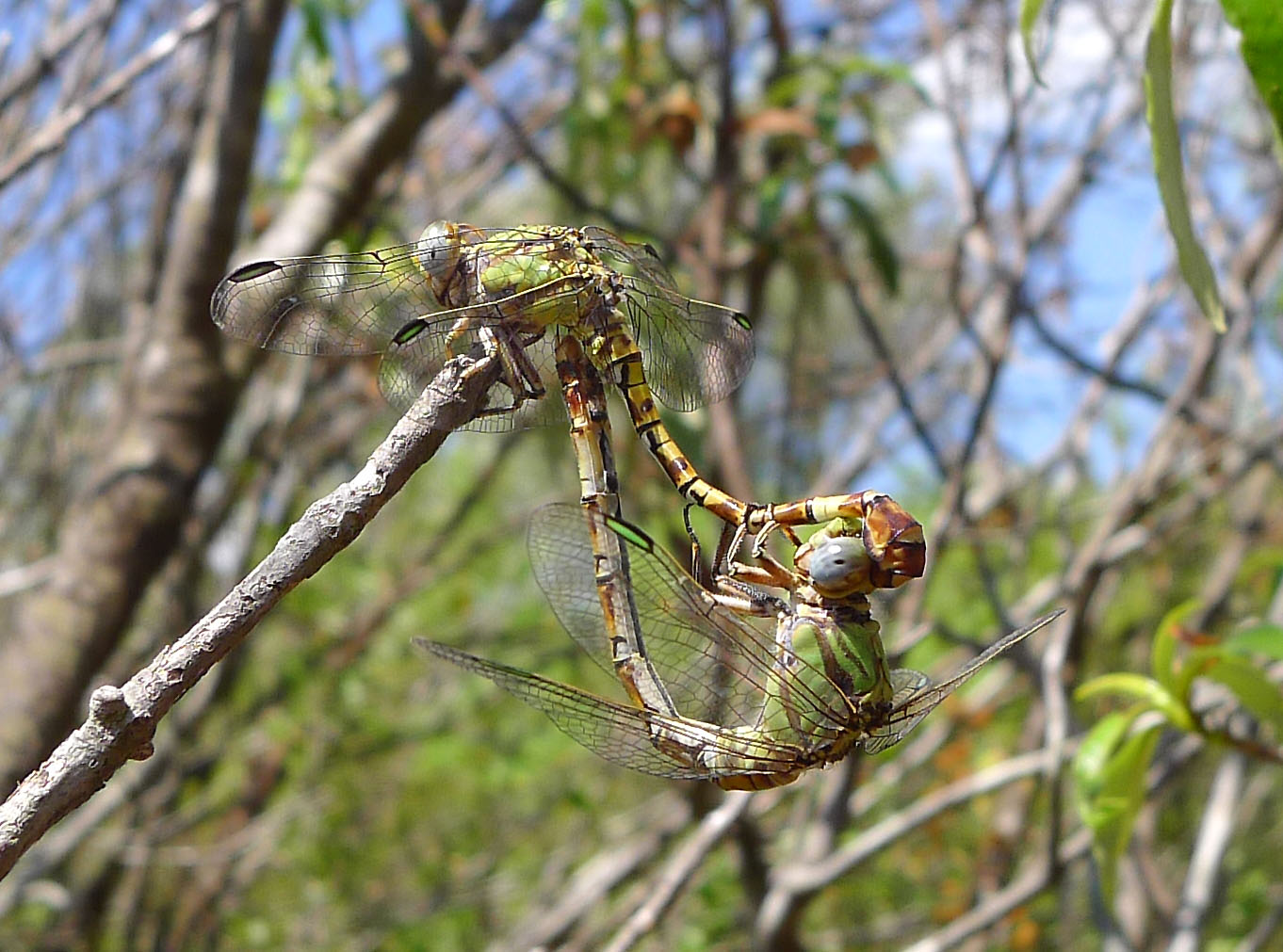
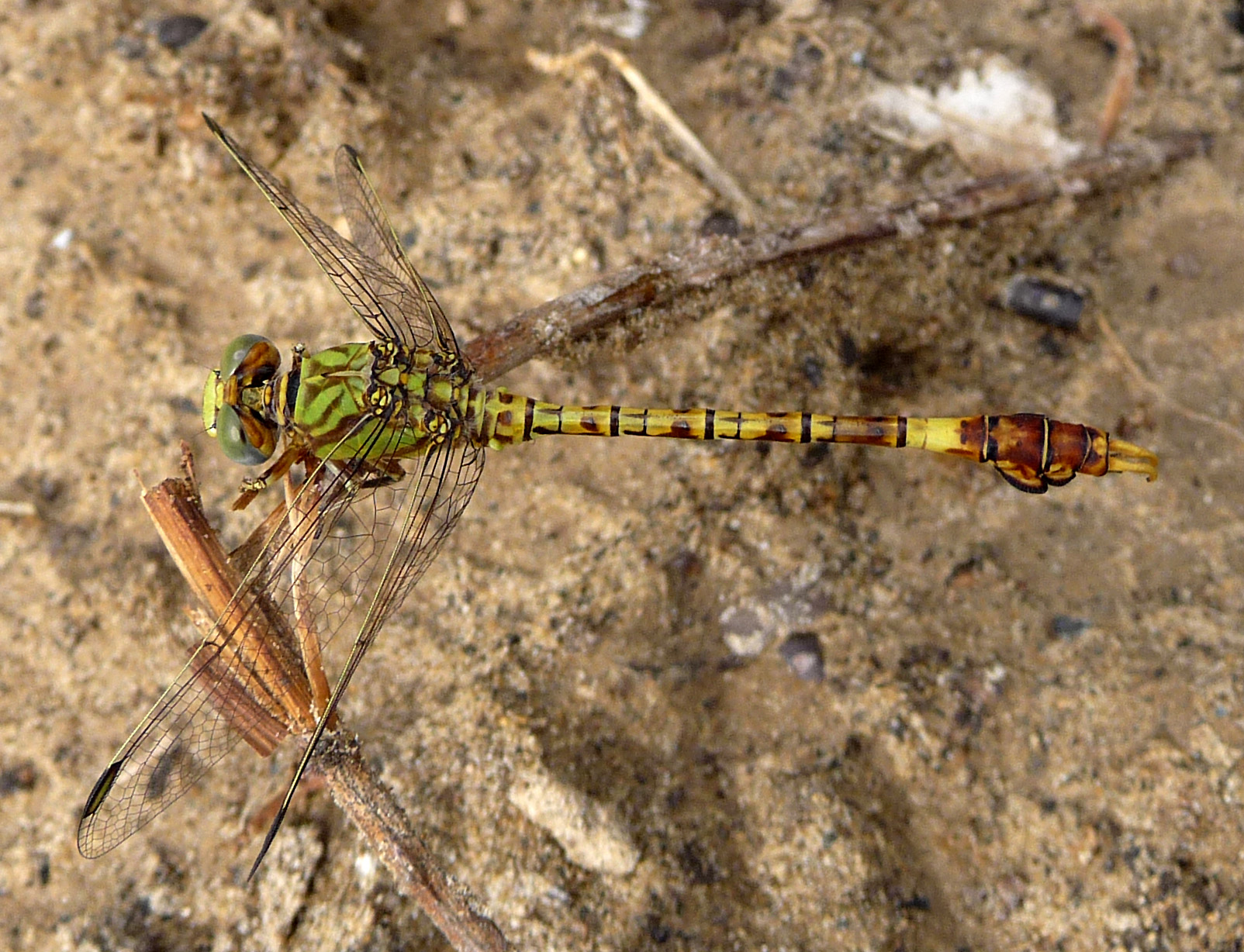
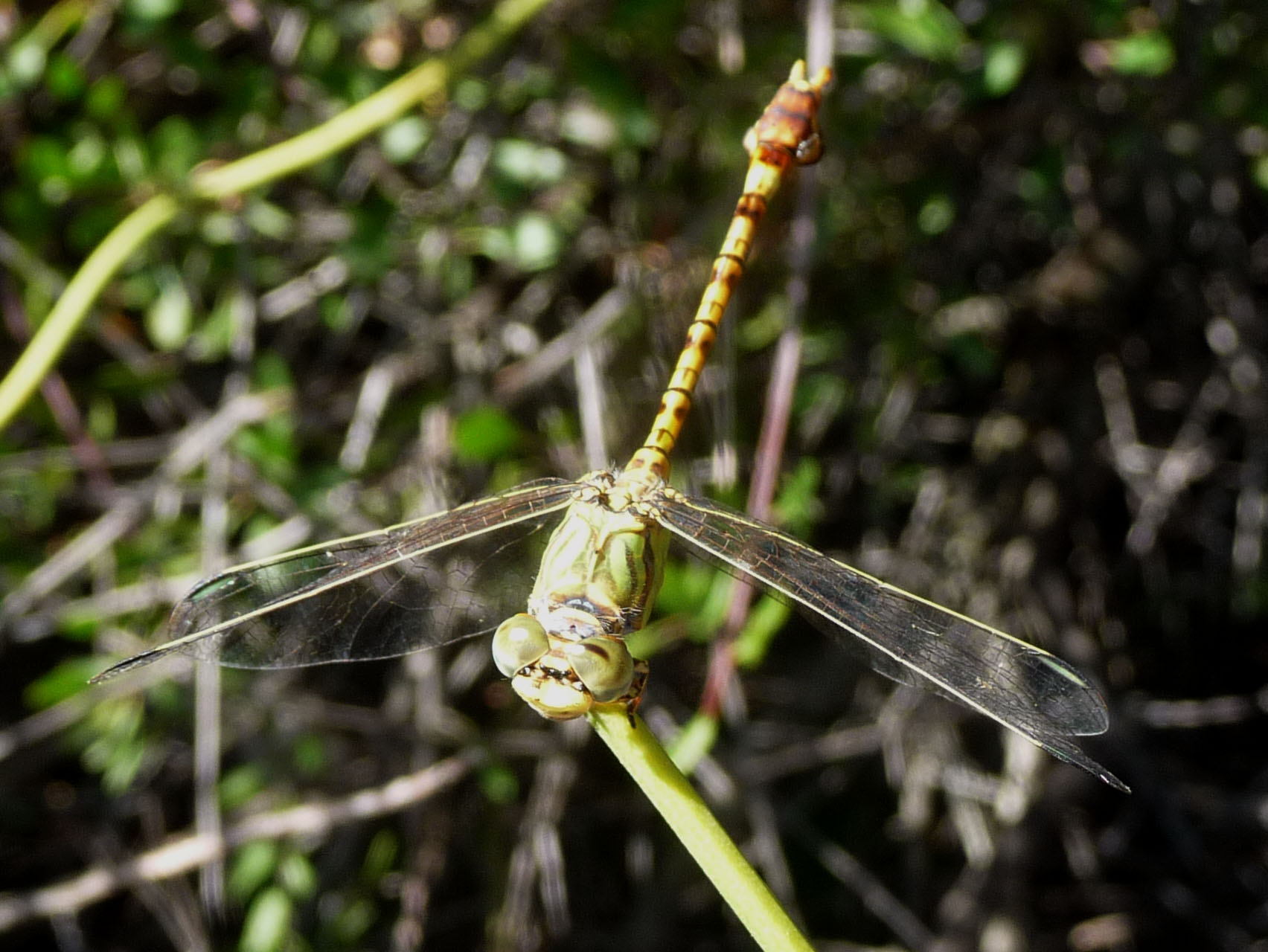
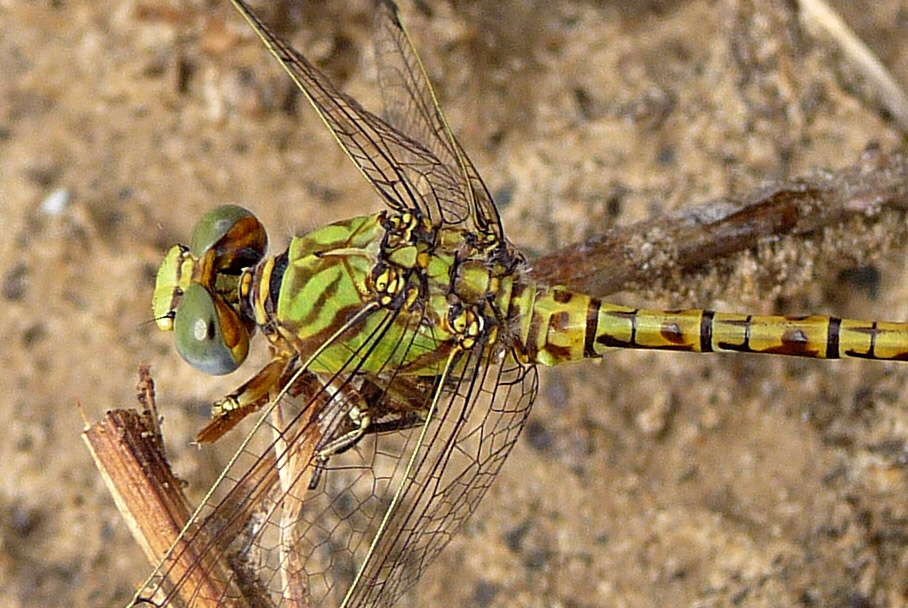

## Dottertaxa tillParagomphus, i alfabetisk ordning[1]
- Paragomphus abnormis
- Paragomphus acuminatus
- Paragomphus alluaudi
- Paragomphus aquila
- Paragomphus aureatus
- Paragomphus balneorum
- Paragomphus bredoi
- Paragomphus capitatus
- Paragomphus capricornis
- Paragomphus cataractae
- Paragomphus cognatus
- Paragomphus crenigomphoides
- Paragomphus echinoccipitalis
- Paragomphus elpidius
- Paragomphus flavohamatus
- Paragomphus fritillarius
- Paragomphus frontalis
- Paragomphus genei
- Paragomphus henryi
- Paragomphus interruptus
- Paragomphus kiautai
- Paragomphus lacustris
- Paragomphus lindgreni
- Paragomphus lineatus
- Paragomphus machadoi
- Paragomphus madegassus
- Paragomphus magnus
- Paragomphus mariannae
- Paragomphus maynei
- Paragomphus nigroviridis
- Paragomphus nyasicus
- Paragomphus pardalinus
- Paragomphus pumilio
- Paragomphus reinwardtii
- Paragomphus risi
- Paragomphus rusticatus
- Paragomphus sinaiticus
- Paragomphus tachyerges
- Paragomphus tournieri
- Paragomphus viridior
- Paragomphus wuzhishanensis
- Paragomphus xanthus
- Paragomphus zambeziensis
- Paragomphus z-viridum